# 港深西部公路

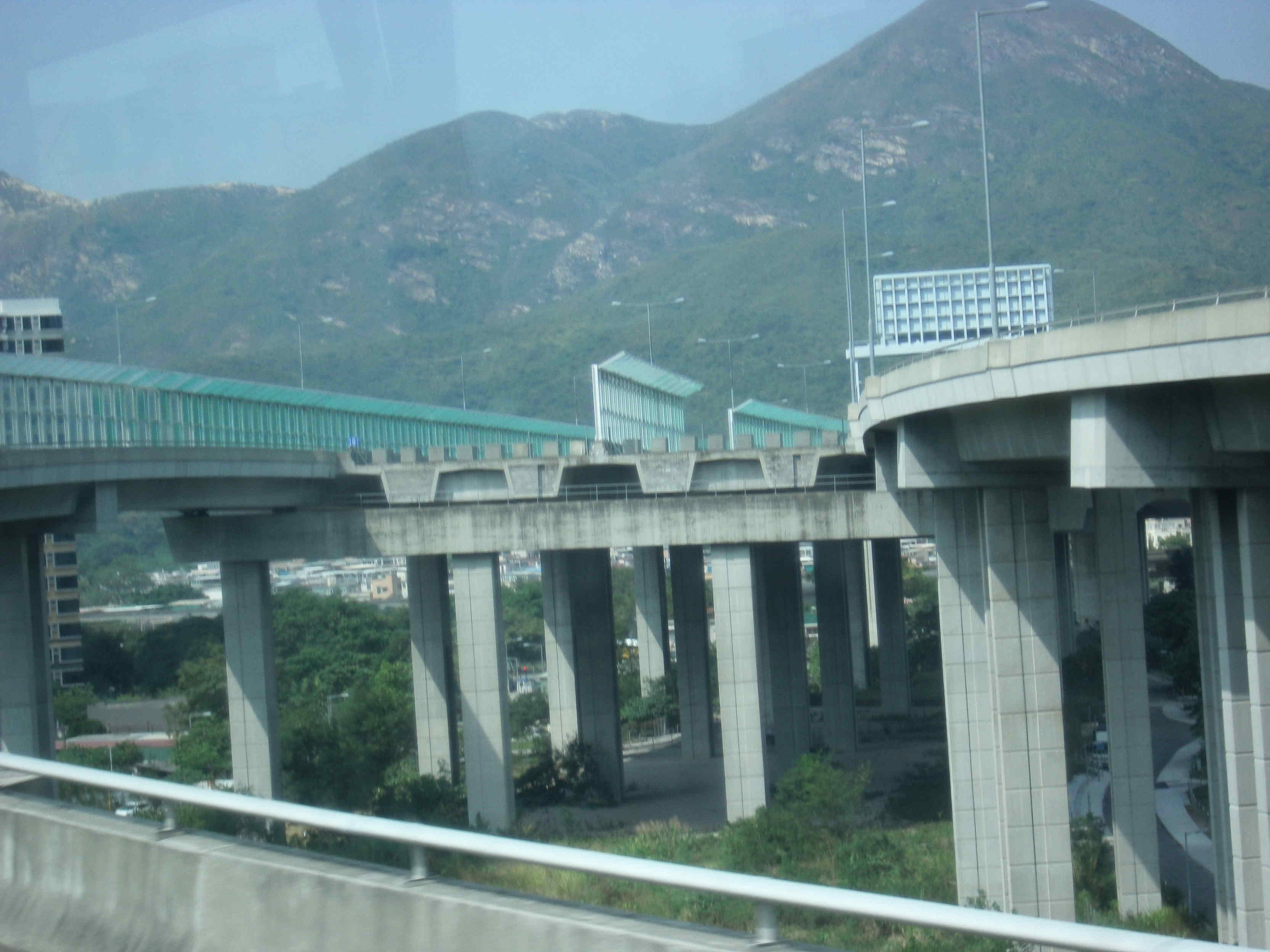
連接10號幹線預留位

港深西部公路（英語：Kong Sham Western Highway），施工時曾稱為后海灣幹線（英語：Deep Bay Link），是位於香港屯門區和元朗區的一條快速公路，連接9號幹線元朗公路至后海灣鰲磡石的深圳灣公路大橋（深港西部通道）的入口。港深西部公路為10號幹線的一部份。全線均為三線雙程分隔公路。
耗資39億港元的后海灣幹線工程於2003年開始，並於2006年底完成，此公路已與深圳灣公路大橋一併於2007年7月1日通車，以慶祝香港主權移交十週年。由蛇口街道駕車經深港西部通道的深圳灣口岸、深圳灣公路大橋及元朗公路直達3號幹線青朗公路或9號幹線屯門公路，全程只需15分鐘。該道路並於2007年6月22日正式命名為港深西部公路。
港深西部公路在接近廈村處設有廈村交匯處，通往新圍污水處理廠及田廈路。廈村交匯處以北的一段公路屬封閉道路，除了的士於指定時間之外，進入該路段的所有車輛必須持有有效封閉道路通行許可證。本公路車速限制為每小時80公里或每小時100公里。。

## 快相機位
於公路往深圳灣方向，近廈村出口設有一組的固定快相機位，該段車速限制是80公里。
而位於深圳灣公路大橋來回方向（即往深圳灣及屯門方向），警方亦可能設有流動偵測儀器，該段車速限制是100公里。
最後，於深圳灣口岸禁區範圍的港方口岸區，於來回方向亦有可能設有偵測儀器，該段車速限制是50公里。

## 外部連結
- 后海灣幹線 - 路政署

| 论 编                                       | 香港10號幹線 |  |
|                                             |              |  |
| 深港西部通道／深圳灣公路大橋 - 港深西部公路 |              |  |
|                                             |              |  |